# Kundorientering
Kundorientering innebär att företag organiserar sin verksamhet utifrån kundernas krav och önskemål.

## Forskning i Sverige
I Sverige finns ett oberoende forskningsinstitut, SIQ - Institutet för Kvalitetsutveckling, som har som uppgift att främja kundorienterad verksamhetsutveckling. Det görs bland annat genom utmärkelsen Svensk Kvalitet och Bättre Skola. Som grund för utmärkelsen ligger SIQ:s modell för kundorienterad verksamhetsutveckling. 